# 된장

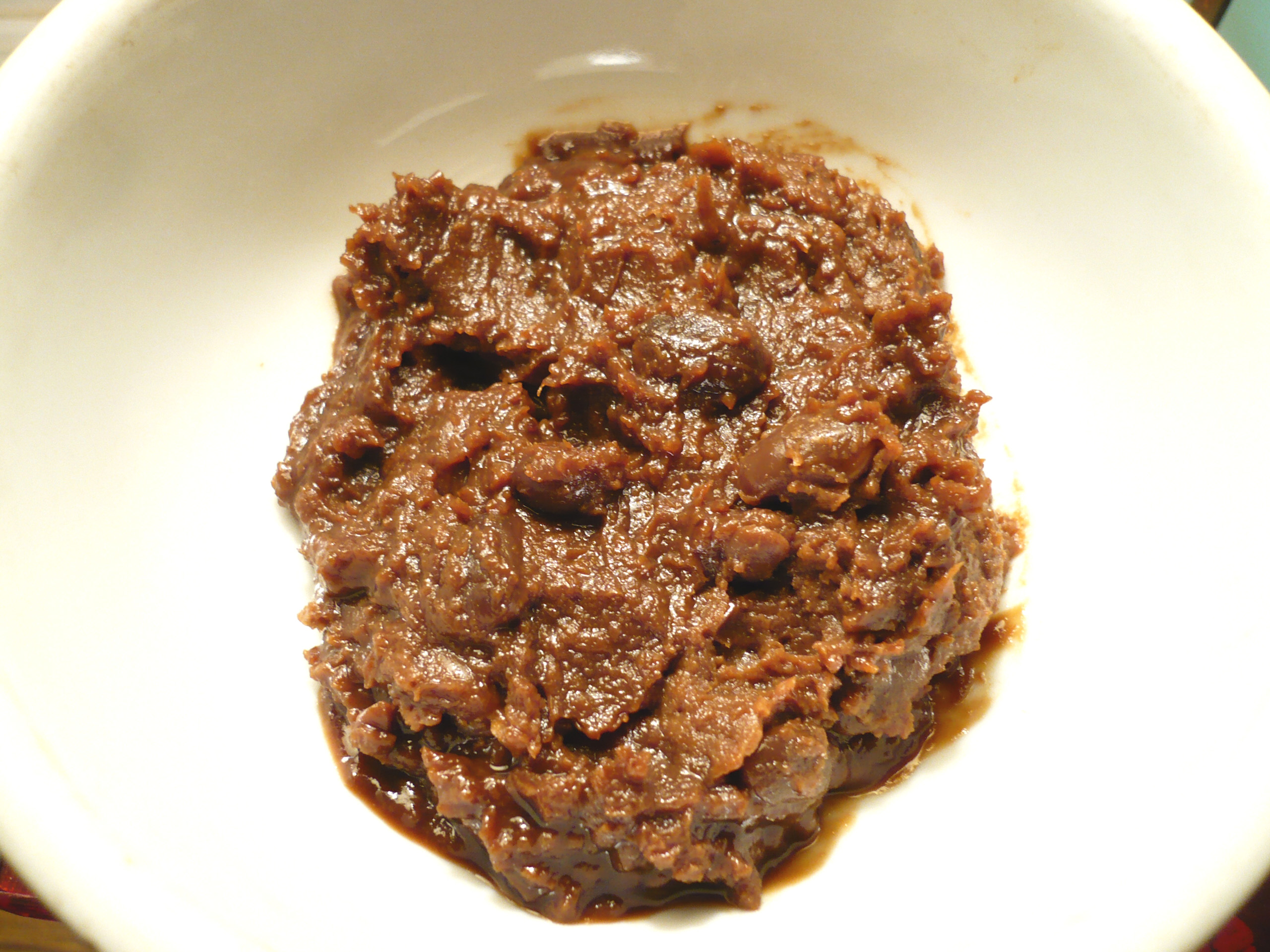
된장

된장(영어: doenjang, Korean soybean paste)은 한국의 대표적인 장(醬)이다. 메주에 소금물을 섞어 발효시켜 장을 담근 뒤, 간장을 떠내고 남은 건더기로 만든 양념이다. 주로 국이나 찌개, 쌈장을 만들 때 쓴다. 간장을 만들 때 생긴 건더기를 이용하는 법과 메주에 소금물을 부어 만드는 방법이 있다.

## 역사
된장의 주재료 중 하나는 메주인데, 메주는 콩으로 만든다. 콩의 원산지는 만주 지역으로, 옛날 고구려의 영역이며, 따라서 된장 또한 콩의 원산지라고 볼 수 있는 고구려에서 발명된 것일 가능성이 높다. 증거로, 290년경 나온 진수의 정사삼국지 중 위지동이전에는 '동이족(고구려인)은 장 담그는 솜씨가 훌륭하다' '발해의 명물은 된장이다’라는 기록이 남아있다. 삼국지가 나온 시기를 감안하면 290년 이전부터 고구려에서 콩을 이용한 된장을 만들어왔음을 유추할 수 있다.
『삼국사기(三國史記)』에서도 된장에 대한 정보를 찾아볼 수 있는데 신라 신문왕이 혼인할 때 납해의 특산품이 책성에서 생산되는 된장이라고 말하고 있다.
『고려사(高麗史)』에는 982년에 최승로(崔承老)의 건의문과 1049년(문종 3) 개성에 흉년이 들었을 때 백성을 구휼하기 위해 된장을 배급했다는 내용이 나오는데 이는 된장은 일반 백성들이 평소에 먹은 음식이고, 계층과 상관없이 통용된 음식이라는 증거이다.
조선시대에 와서도 된장에 대한 기록을 찾아볼 수 있다. 그 중 대표적으로 『조선왕조실록(朝鮮王朝實錄)』 영조실록에는 ‘장붕익은 훈국(訓局)의 병사는 일정한 급료가 있다고 대답하고, 윤유는 기병 중에서 가장 많이 굶주린 자는 진휼청(賑恤廳)에 이문(移文)하여 구제하고 있다고 대답했으며, 어유귀는 향군(鄕軍)의 처자(妻子)로서 따라온 자에게는 쌀과 된장 등을 주고 있다고 말했는데, 임금이 옳게 여겼다.’는 구절이 등장하며, 정조실록에는 ‘밥을 지어 먹을 때에는 종지로 솥의 밥을 떠서 먹는데 혹은 두 종지에 그치기도 하고 혹은 세 종지에 그치기도 했다. 반찬은 호박과 된장을 먹었으며 닭고기·물고기·기름·초를 줬더니 역시 잘 먹었다.’는 구절이 등장한다. 이러한 기록에 따르면 된장은 하사품, 구휼품, 야인(野人)들의 요구품이자 지급품, 귀화인과 유민(流民)의 정착 지원물품, 군사들의 기본 부식 등으로 쓰였고 이로 보아 된장은 널리 광범위하게 이용된 것을 알 수 있다.
조선시대의 여러 조리서에는 된장의 종류와 담그는 법이 등장한다. 1660년(헌종 1) 신속이 기아의 방지와 질병 치료를 위해 지은 『구황보유방(救荒補遺方)』의 기록에 의하면 재료가 오늘날의 메주와 다르고, 콩으로 메주를 쑤는 법의 정확한 기록은 『증보산림경제(增補山林經濟)』에서부터 보이기 시작했다.
『산림경제(山林經濟)』에는 여러 종류의 장 담그는 방법이 기록되어 있다.
된장은 또한 장 담그는 데 길일(吉日)과 꺼리는 날이 있다는 기록이 존재다. ‘장 담그는 길일은 정묘일(丁卯日)이니 신일(辛日)은 꺼린다. 정월 우수(雨水)와 시월 입동(立冬)에 장을 담근다. 수일(水日)에 장을 담그면 가시[蛆]가 생긴다. 삼복 안 황도일(黃道日)에 콩을 담가 황도일에 쪄서 섞으면 벌레가 없다. 아낙네가 보는 것을 꺼린다. 삼복중에 장을 담그면 벌레가 생기지 않는다. 해돋기 전과 해 진 뒤에 장을 담그면 파리가 안 꾄다. 그믐날 담 아래에서 얼굴을 북으로 돌리고 입 다문 채 말없이 장을 담그면 벌레가 안 꾄다. 초오(草烏:바곳 뿌리) 6~7개를 4푼쯤 잘라서 독에 드리우면 가시가 저절로 죽고 다시는 영영 생기지 않는다.’는 기록이다. 그만큼 된장을 담그는데 신중을 가했고 중요하게 여긴 것이다. 19세기 정학유의 『농가월령가(農家月令歌)』중 삼월령과 유월령에는 된장을 잘 담가서 맛을 잃지 않도록 살피고 정하게 관리하라고 말한다.

## 된장의 종류 및 제조법

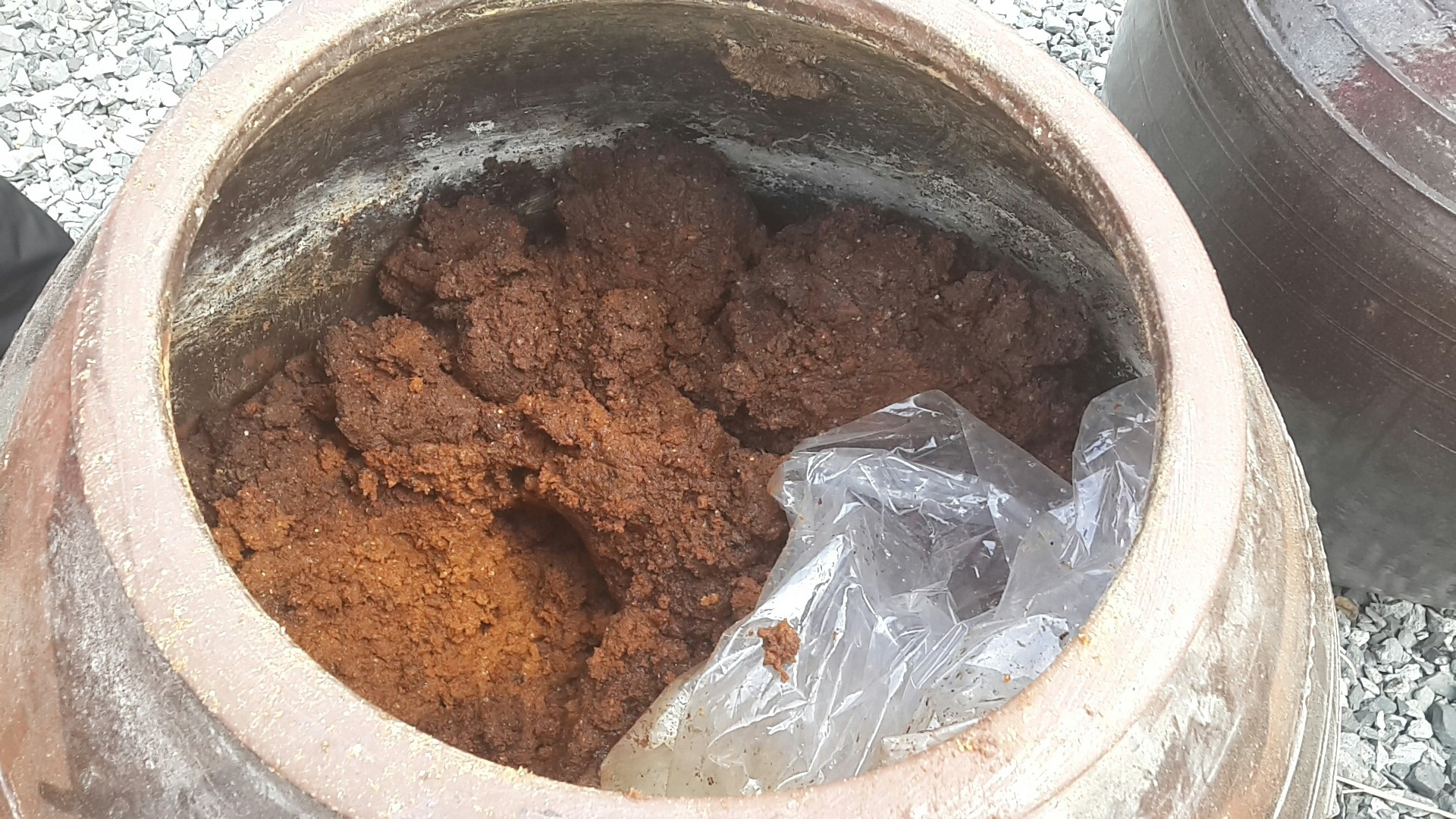
된장과 간장이 담긴 장독

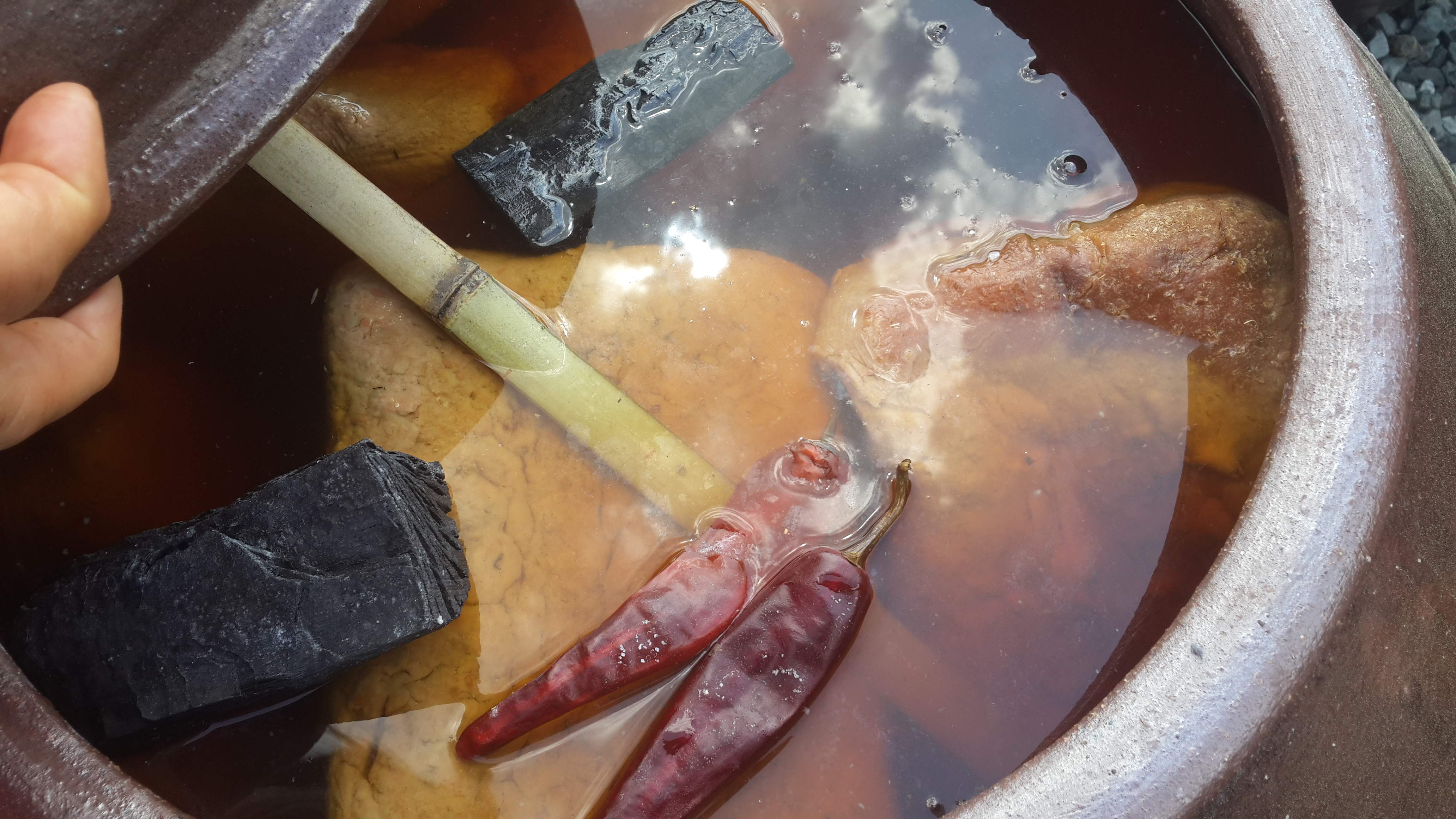
된장과 간장이 담긴 장독

### 전통/현대

#### 재래식 된장(전통 된장)
재래식 된장은 전통적인 방법으로 만든 것으로, 메주를 항아리나 독에 넣고 소금물을 넉넉히 부어 두었다가 간장을 떠내고, 남은 메주 건더기를 으깨어 소금으로 간을 해서 다시 숙성시킨 것이다. 재래식 된장은 주로 토장국과 된장찌개의 맛을 내는 데 쓰이고, 쌈장의 재료로도 쓰인다.
음력 10월 경 콩을 삶아 메주를 빚고 볏짚으로 묶어 2,3 개월 동안 바짝 말린다. 음력 정월 말에서 3월 초 사이에 메주를 씻은 뒤 소금물에 담가 40~60일 정도 숙성시킨다. 이후 콩의 수용성 성분이 우러나오는데 그것이 바로 간장이 되고, 남은 메주 건더기는 소금으로 간을 해 된장으로 만든다. 그러나 이 방법으로 된장을 만들 때에는 메주의 맛 성분이 간장으로 많이 빠져서 된장의 맛이 덜해지므로, 된장을 맛있게 담그려면 소금물의 비율을 간장 담글 때보다 적게 잡고 메주를 많이 넣으면 간장은 물론 된장의 맛도 좋아진다.
그 다음 남은 메주를 빻아서 된장을 만들 때 찧은 삶은 콩을 섞어 넣으면 된장 맛이 더 좋아진다고 한다. 항아리에 넣을 때에는 공기의 출입을 막기 위해 꼭 눌러 담고 맨 위에 소금을 두껍게 뿌리는데 이는 부패를 막는 역할을 한다. 그 다음 항아리의 입구를 베 보자기로 씌워 햇볕에 놓아 숙성시킨다. 이 때, 된장이 항아리 주둥이 부분까지 차 있어야 발효가 잘 된다. 또한 하루 4~5시간 정도 강한 햇볕을 쬐어 주면 장이 상하는 것을 막을 수 있고, 마른 고추씨나 멸치대가리를 잘게 빻아 넣어주면 벌레가 생기는 것을 방지할 수 있다고 한다. 또한 숯을 얹기도 하는데 숯은 발암물질인 아플라톡신을 파괴하는 역할을 한다.

#### 개량식 된장(현대된장)
오늘날 공장에서 만드는 된장으로 메주로 만들지 않고, 삶은 콩에 밀을 섞어 코지균으로 발효시켜 만든다. 따라서 숙성 기간이 짧고 재래식 된장보다 훨씬 단맛이 강하다.

### 종류

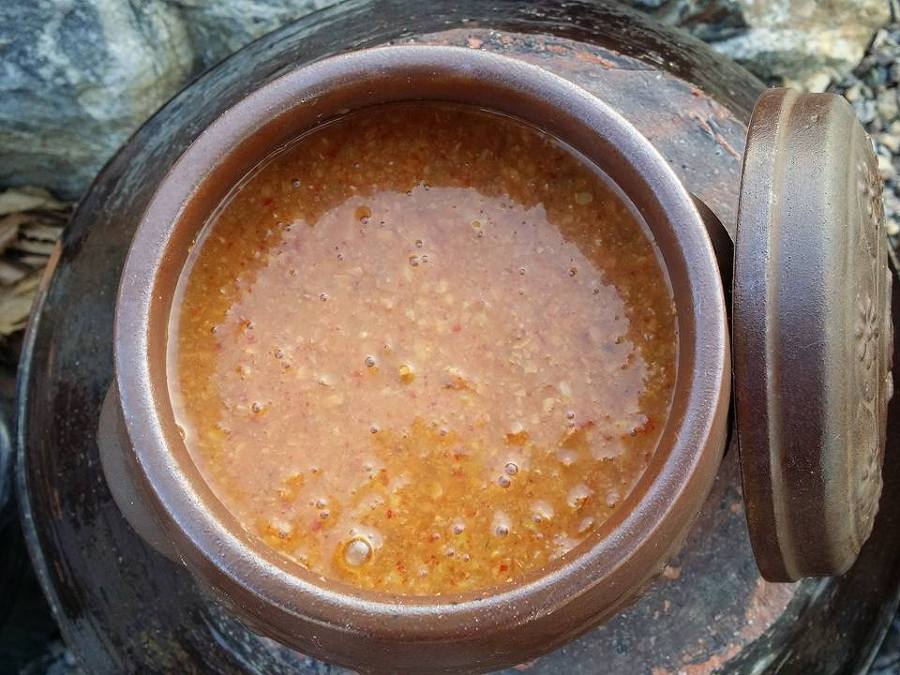
막장

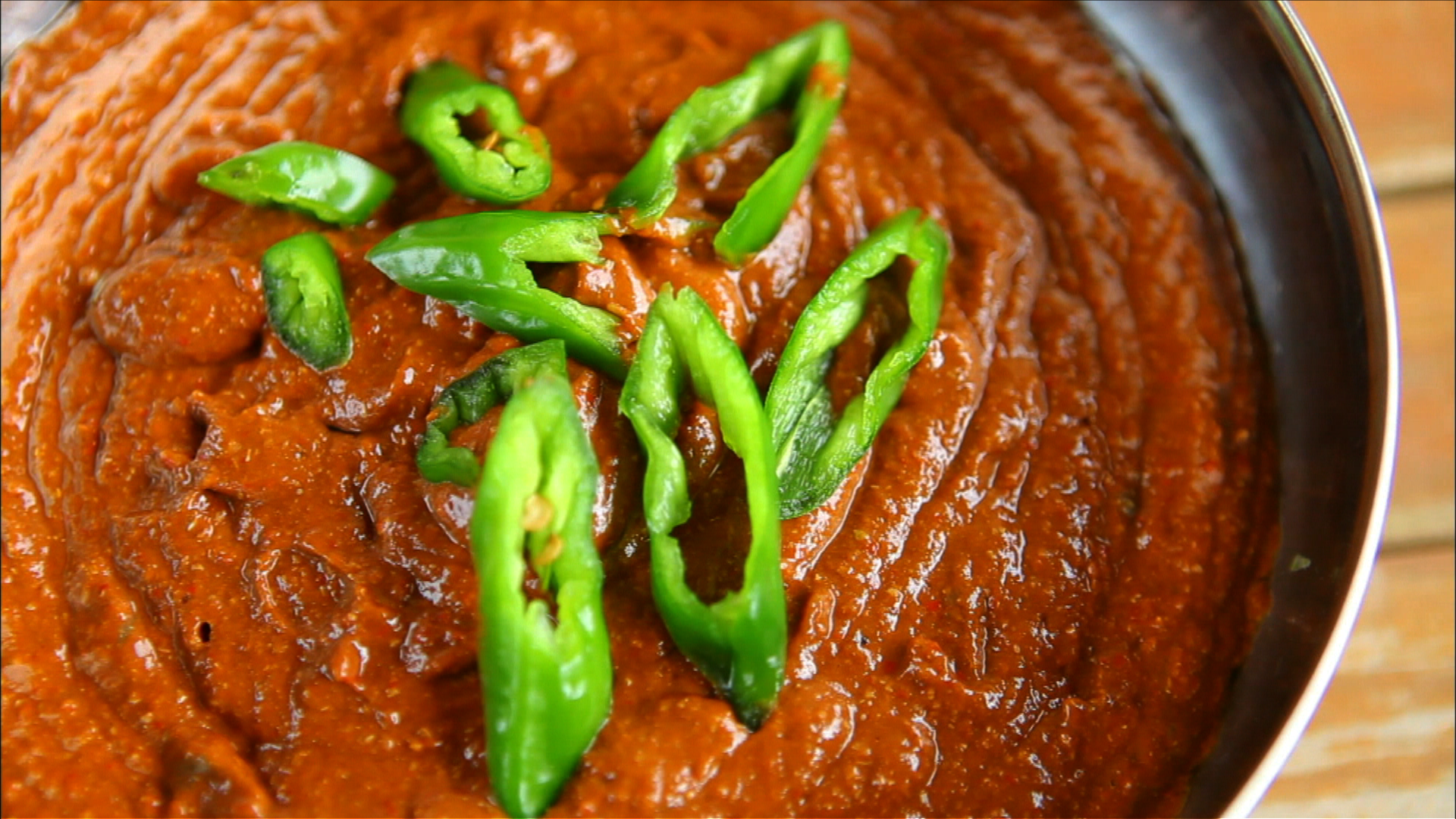
쌈장

#### 막장
날메주를 가루로 빻아 소금물에 말아 숙성시킨 것. 《증보산림경제(增補山林經濟), 1766》에는 별미장인 ‘담수장(淡水醬)’에 대한 기록(‘가을에서 겨울 사이에 만든 메주를 초봄에 부숴서 햇볕에 6~7일 숙성시켰다가 햇채소와 함께 먹으면 맛이 새롭다’)이 있는데 이것이 막장의 원형인 것으로 보인다.
간장을 빼고 남은 것으로 만든 재래식 된장과 달리 처음부터 메줏가루로 만드는 특징이 있다. 일반 메줏가루 외에 콩에 밀, 멥쌀, 보리 등의 전분질을 섞어 막장용 메주를 만들어 장을 담며, 이 전분질로 인해 당분이 분해되어 발효가 빠르게 진행되기 때문에 소금을 조금 덜 넣고 오래 숙성시키지 않아도 된다. 다른 된장에 비해 단맛이 난다.

#### 막된장
메주를 소금물에 담가 숙성시킨 후 간장을 빼고 난 부산물. 된장과 간장의 구별없이 걸쭉하게 담아서 용수를 넣고 그 속에 고인 즙액을 간장으로 이용하고 찌꺼기는 된장으로 이용할 수 있는 장.

#### 담북장
메줏가루에 고춧가루를 섞고 물에 풀어서 하룻밤 동안 재웠다가 간장과 소금으로 간을 맞춘 된장. 햇장이 만들어지기 전에 급히 만들어 먹는 된장.
충남에서는 메주에 따뜻한 물을 부어 하루 정도 삭힌 다음 양념을 넣고 발효시키며, 경남에서는 양념을 씻어 잘게 썬 배추김치ㆍ무김치를 넣어 발효시킨다. 충남에서는 담뿍장, 경남에서는 담뿍장, 땀북장이라고도 한다. 《시의전서》(담북장 : 淡北醬), 《조선요리제법》(담북장)에 소개되어 있다.

#### 빰장
굵게 빻은 메주에 소금물을 부어 담근 것.

#### 빠개장
메줏가루를 콩 삶은 물로 버무리고 고춧가루와 소금을 섞어 담는 된장.

#### 가루장
보리쌀을 빻아서 찐 것에 메줏가루를 버무려 소금물로 간을 맞춘 것

#### 보리장
보리쌀을 삶아 띄운 다음 가루로 빻아서 메줏가루에 반반식 섞어 소금물로 버무려서 만든 된장.

#### 두부장
사찰에서 많이 먹던 된장. 물기를 제거한 두부를 으깨어 소금간을 세게 하여 항아리에 넣어 두었다가, 참깨보시기·참기름·고춧가루로 양념하여 베 자루에 담아 다시 한 번 묻어 두고 한 달 후에 노란 빛이 나면 먹는 된장.

#### 지레장
겨우 메주를 빻아 동치미 국물을 넣어 항아리에 담아 따뜻한 곳에서 익힌 된장. 동치미 국물 대신 끓여서 식힌 소금물을 넣기도 한다. 햇장을 담그기 전까지 먹기 위해 만들며, 새로운 된장을 먹기 전에 지레(미리) 담근다고 하여 유래된 이름이다.

#### 비지장
콩 비지로 만든 된장. 비지는 마른솥에 넣고 볶아낸 후 무명자루 혹은 자배기에 담아 더운 곳에 두고 띄운다. 하루 반이 지나면 구수한 냄새가 된다.
비지와 소금은 비지 1되에 소급 1홉 비율로 섞는다. 먹을 때는 뚝배기에 배추김치를 썰어넣고 비지장을 알맞게 섞어 물을 붓고 한참 끓여서 먹는다. 쉽게 쉬기 때문에 더운 날에 만들지 못하는 단점이 있다.

#### 팥장
삶은 콩과 팥을 섞어 담근 된장.

#### 토장
막된장에 메줏가루와 소금물을 섞거나, 막된장을 넣지 않고 메줏가루에 소금물만을 넣고 담가 2~3개월 숙성시킨 된장으로 일반적으로 간장을 뜨지 않은 된장.

#### 즙장
일주일 정도 숙성시켜 만드는 속성 장. 일반적으로 통밀이나 보리에 콩을 섞어 만든 즙장용 메주를 가루로 만들어 무, 오이, 가지, 배추, 고추 등의 채소 썬 것과 함께 소금물에 넣고 걸쭉하게 담아 햇볕에서 일주일 정도 숙성시켜 만드는 장. 채소를 많이 넣으며, 숙성된 뒤 색이 검게 변한다.

#### 청태장
마르지 않은 생콩을 시루에 쪄서 떡 모양으로 빚은 뒤 콩잎을 덮어서 띄운 장.

#### 생황장
삼복중에 콩과 누룩을 섞어 띄워서 담그는 장.

#### 무장
메주를 잘게 쪼개어 끓인 물을 식혀 붓고 10일 정도 두었다가 그 물을 소금으로 간 하여 먹는 장.

#### 쌈장
된장에 고추장, 파, 마늘, 참기름, 깨소금 등의 갖은 양념을 적당량 섞어 만든 가공 된장. 기호에 따라 고추장과 된장의 비율을 조절할 수 있다.

#### 청국장
냄새가 나서 몇몇 사람들이 혐오하기도 한다. 물에 불린 콩을 삶은 후에 소금을 넣지 않고 시루에 통째로 담아 짚을 깔고 40~50 °C의 더운 곳에서 2~3일 정도 발효시킨 뒤 끈끈한 실이 생기면 절구에 반 정도만 찧어서 소금, 파, 마늘, 고춧가루 등을 섞어 만드는 장. 2~3일 만에 먹을 수 있다는 장점이 있다. 다만 소금을 적게 넣어 오래 두고 먹을 순 없다.

## 된장 재료 및 선택법

### 메주

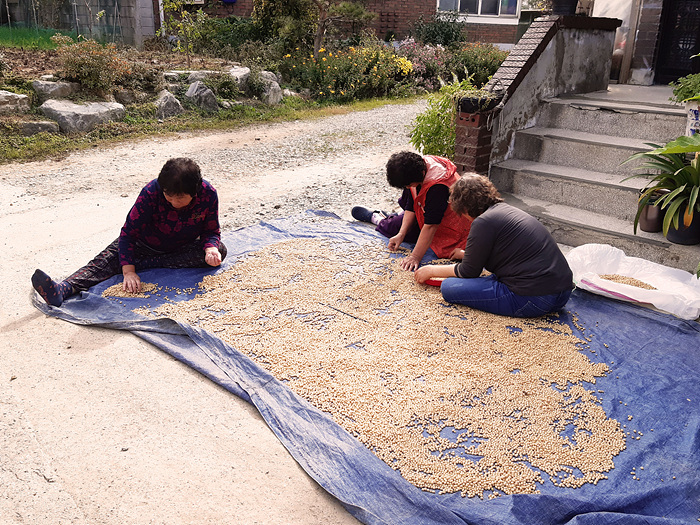
콩을 수작업으로 선별하고 있다.

메주는 가을에 난 햇콩으로 만든다. 가을에 햇콩이 날 때 좋은 콩을 골라 메주를 만든다. 콩은 알이 굵고 고르며 윤기가 흐르는 것을 택해야 한다. 메주는 겉이 단단하고 속은 말랑말랑하며 노르스름한 빛을 띤다. 메주의 곰팡이는 흰색이나 노란색을 띠는 것이 좋은데, 표면이 검은색이나 푸른색을 띄는 것은 잡균이 번식한 것이므로 피하도록 한다. 재래식 메주는 쪼개어 보면 속이 검은색을 띠는 것이 일반적이다.

### 소금
미네랄이 풍부한 천일염으로 담그는 것이 좋고 소금을 자루에 넣고 막대기를 받쳐 간수를 빠지게 하면 천일염의 쓴 맛이 덜한다.

### 물
깨끗한 물로 만들어야 하며, 수돗물은 2~3일 정도 두어 소독약 냄새가 없어진 후에 써야 한다.

## 된장의 보관 방법
온도는 18~25 °C 정도에서 6일 정도 보관하는 것이 좋으며, 먹은 뒤에는 빈 틈이 생기지 않도록 눌러주어야 맛이 변하지 않는다.

## 된장의 영양 성분 및 효능
100g당 열량은 128kcal이고, 단백질 12g, 지방 4.1g, 탄수화물 14.5g 외에 회분, 철분, 인, 칼슘, 비타민까지 함유하고 있다. 특히 재래식 된장이 항암효과가 뛰어나다. 된장에 함유된 키토올리고당은 항암·항균 작용에 폐암 억제, 콜레스테롤 저하에 효과가 있다. 또한 된장은 단백질 함량이 높고 아미노산 구성도 좋아 소화의 효율을 높여주고, 쌀에는 부족한 필수아미노산인 라이신의 함량이 높아 영양 섭취의 질을 높여준다. 된장 속의 필수지방산은 피부병 예방 및 혈관질환 예방, 정상적인 성장을 도우며 그 밖에 섬유소가 풍부해 변비를 예방하고, 간과 뇌를 건강하게 유지시키며, 항산화 작용을 한다.

## 된장을 활용한 요리

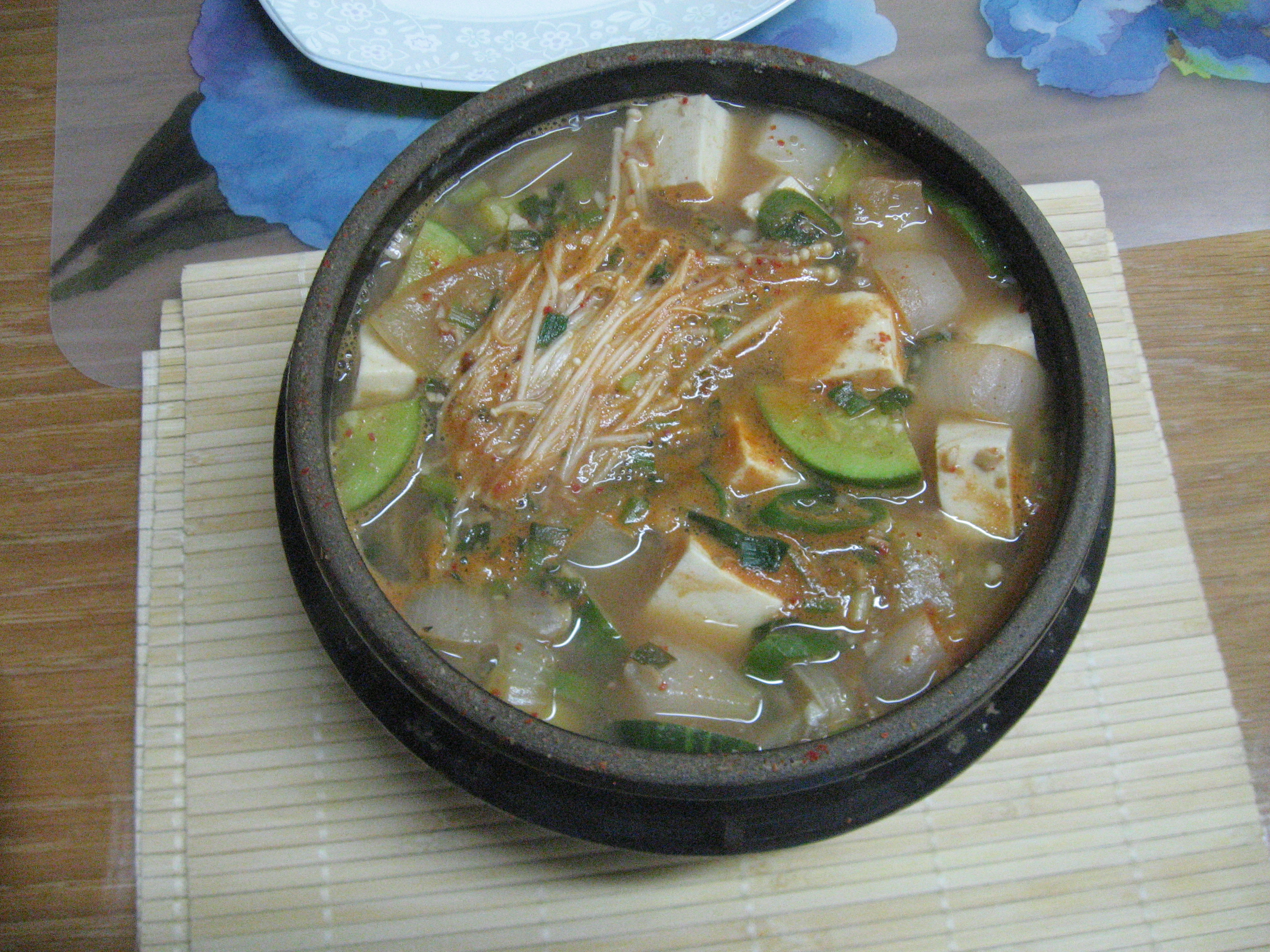
된장찌개

대표적으로 된장찌개가 있고 그 외에 깻잎 된장장아찌, 된장아욱죽, 시래기 된장지짐이, 두부 강된장 등이 있다.

## 염장식품문화
된장은 김치, 젓갈류와 함께 대표적인 염장발효식품이다. 한편 장아찌의 방법에서처럼 오이, 무, 마늘 따위의 채소를 간장이나 소금물에 담가 놓거나 된장, 고추장에 박았다가 조금씩 꺼내 양념하여서 오래 두고 먹는 음식에 기본원료로도 사용된다. 이처럼 염장 발효는 발효식품중에서도 매우 독특한 식품제조 및 요리 방법이며 마늘장아찌에서의 연구결과에서처럼 식품의 성분을 이동시키기위해 열을 사용할 때 성분이 파괴될수있는 것과는 다르게 삼투압의 농도를 사용해 유연하게 분자구조가 변화되는것을 유도함로써 식품을 장기간보존하는 방법으로 가치가 높게 평가된다.

## 같이 보기
- 된장국
- 된장찌개
- 고추장
- 간장
- 메주
- 미소
- 막장
- 춘장
- 쌈장
- 청국장
- 낫토